# Matthias de L'Obel
Matthias de L'Obel, también Mathias de Lobel o Lobelius, (Lille, 1538 - Highgate, 3 de marzo de 1616) fue un médico, y botánico flamenco .

## Biografía
Estudió en Montpellier con Guillaume Rondelet quien lo tuvo en alta estima. Practicó la Medicina de 1571 a 1581 en Amberes y en Delft, donde fue médico del príncipe Orange. En 1584, se mudó a los Países Bajos, huyendo de la guerra civil y después se trasladó a Inglaterra donde permanecería hasta su muerte. Fue superintendente del Jardín botánico de Hackney, fundado por Lord Zouch, y botánico de la corona, con Jacobo I de Inglaterra.
En colaboración con Pierre Pena, publicó Stirpium adversaria nova en [1571], y en [1576, Plantarum seu stirpium historia, que fue traducido al flamenco, en 1581, con el título de Kruydboeck.

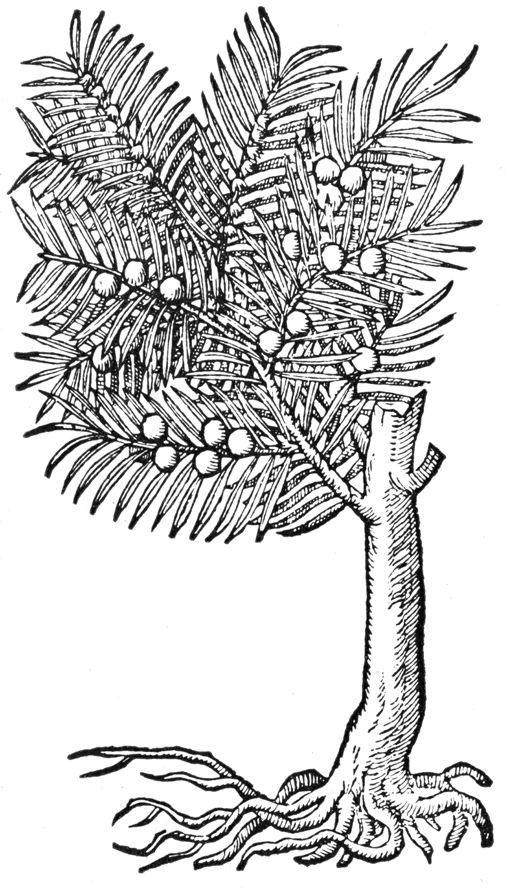
Taxus de Icones Stirpium, 1591.

En su Stirpium, l'Obel describió 1.500 especies de manera precisa, indicando las localidades donde esas especies fueron recolectadas; era la flora existente en los alrededores de Montpellier y describe también plantas de Tirol, de Suiza y de Holanda. A esta obra le acompañaban 268 grabados en madera tallada.
Su segunda obra Plantarum seu stirpium historia fue más que una simple adaptación de la primera: contenía un índice en siete idiomas y más de 2.000 ilustraciones (la mayoría procedentes de obras de Clusius, de R. Dodoens y Pierandrea Mattioli). De l'Obel se la dedicó a la reina Isabel I de Inglaterra. Fue impresa por Christophe Plantin y tuvo un gran éxito. En ella se atisba el principio de una clasificación más correcta que en autores precedentes; reunió con precisión las rosáceas, gramíneas y cereales y, en otro grupo, las leguminosas y el género oxalis, por sus foliolos subdivididos en tres. Se le atribuye el primer intento de clasificar las plantas según sus afinidades naturales, en lugar de sus usos médicos.

## Reconocimientos
Charles Plumier le dedica el género Lobelia (de la familia de las campanuláceas).

## Obras
- Plantarum seu Stirpium Historia. Cui annexum est adversariorum volumen. Amberes, Plantin 1576. El editor Plantin compró el stock de Stirpium Adversaria Nova publicado en Londres por Purfoot en 1570-1571, cambia la página de título, incluye un índice, el apéndice de Lobel, le Formulae Remediorum de Rondelet, y lo pone a la venta seguido de la obra de Lobel.
- Plantarum seu stirpium icones. Amberes, Christophe Plantin, 1581
- Icones stirpium, seu plantarum tam exoticarum, quam indigenarum, in gratiam rei herbariae studiosorum in duas partes digestae. Cum septem linguarum indicibus, ad diversarum nationum usum. Amberes, Ex officina Plantiana, 1591. Retirada, con nuevo título, de "Plantarum, seu stirpium icones. Plantin, 1581"